# Земская почта Оханского уезда
Зе́мская по́чта Оха́нского уе́зда — земская почта, организованная земской управой Оханского уезда Пермской губернии. Существовала с 1871 года по 1913 год. В уезде выпускались собственные земские почтовые марки.

## История почты
Оханская уездная земская почта была открыта 1 января 1871 года. Отправка почтовых отправлений осуществлялась из уездного центра (города Оханска) в большинство волостных правлений дважды в неделю. Оплата доставки частных почтовых отправлений производилась земскими почтовыми марками.
В период с 1881 года по 1890 год земские марки Оханского уезда не использовались. С 1 января 1891 года оплата земскими почтовыми марками пересылки простых и заказных почтовых отправлений была восстановлена.
Земская почта Оханского уезда была закрыта 1 января 1914 года..

## Выпуски марок
Выпущенные в 1871 году земские марки Оханского уезда были напечатаны литографским способом без зубцов. Изготовление марок Оханского уезда осуществлялось в местных типографиях.
В 1893 году из-за нехватки марок номиналом 2 копейки на 10-копеечных марках была сделана надпечатка чёрного цвета крупной цифры «2» ручным штампом  (Чучин #12). Известны два типа этой надпечатки.

## Гашение марок
Гашение марок осуществлялось чернилами, а также штемпелями круглой, овальной и прямоугольной формы.

## Земские штемпельные конверты
В 1894 году для служебных почтовых отправлений были введены земские штемпельные конверты.